# Yèvres
Yèvres – miejscowość i gmina we Francji, w Regionie Centralnym, w departamencie Eure-et-Loir.
Według danych na rok 1990 gminę zamieszkiwało 1676 osób, a gęstość zaludnienia wynosiła 40 osób/km² (wśród 1842 gmin Regionu Centralnego Yèvres plasuje się na 238 miejscu pod względem liczby ludności, natomiast pod względem powierzchni na miejscu 145).